# Veldener Straße (Düren)

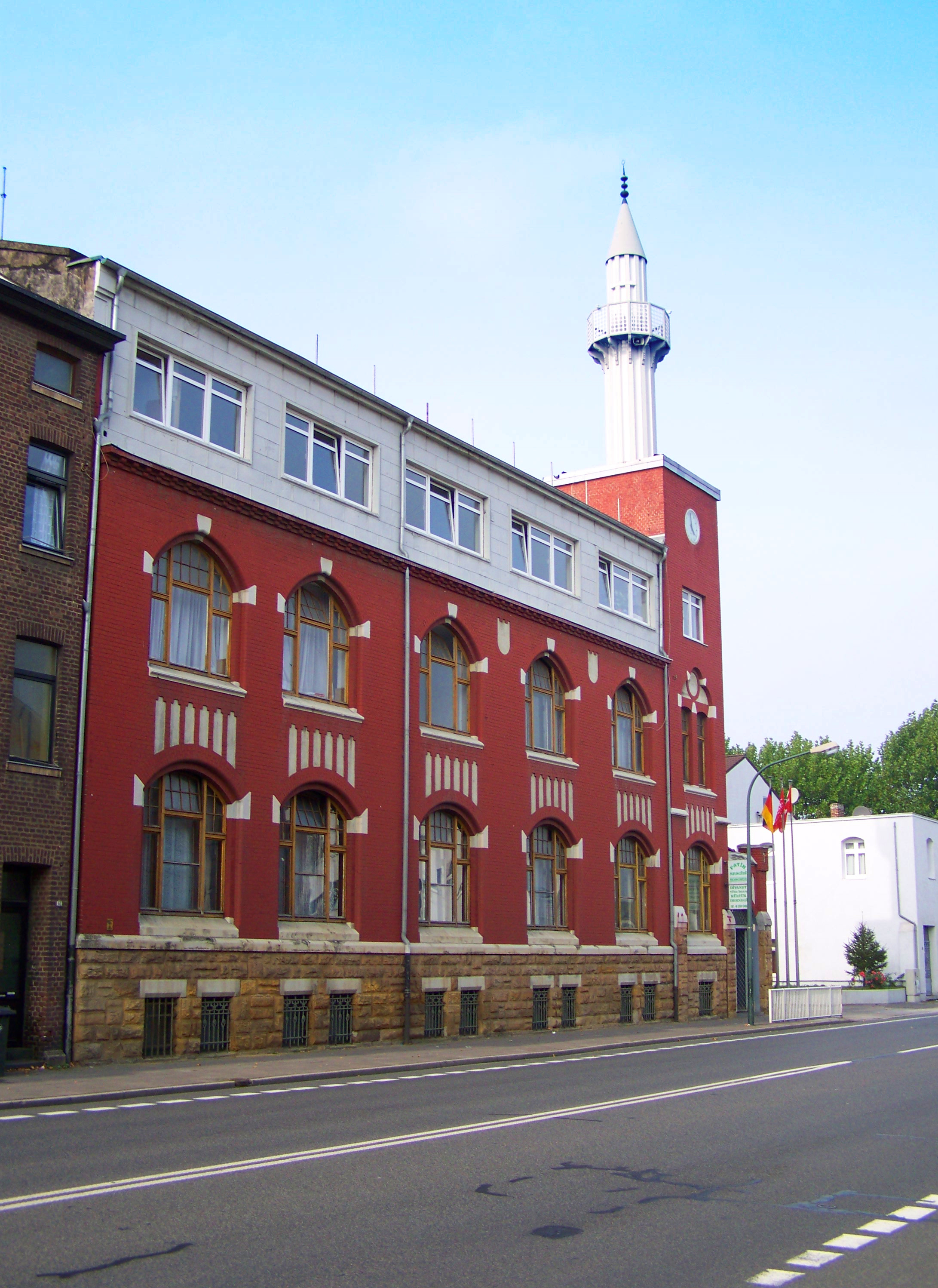
Die Moschee

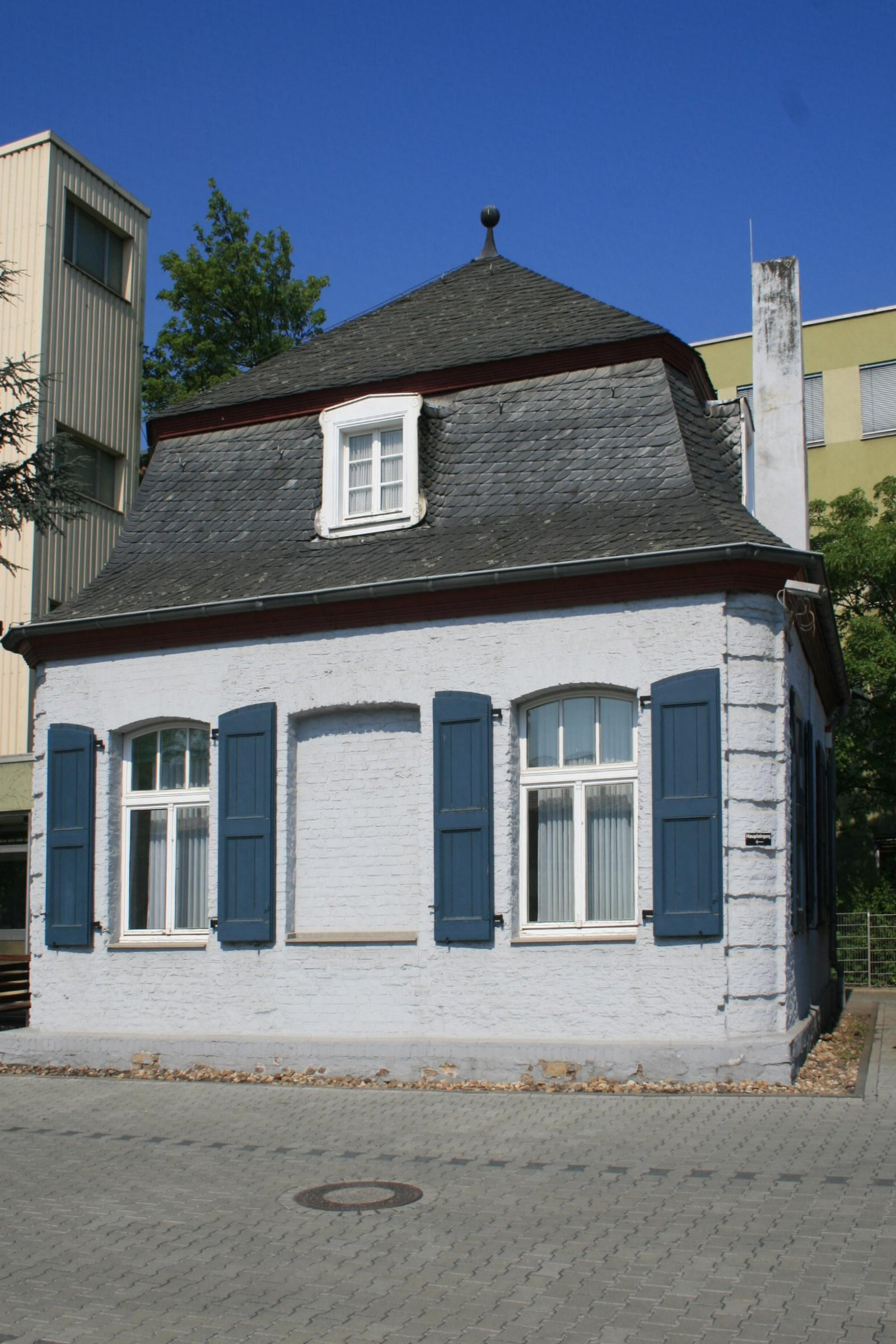
Das Rokoko-Gartenhaus

Die Veldener Straße in der Kreisstadt Düren (Nordrhein-Westfalen) ist eine alte Innerortsstraße.

## Lage
Die Straße ist teilweise vierspurig ausgebaut. Sie beginnt am Bahnübergang in der Nähe des Stadtcenters. Südlich davon heißt die Straße Philippstraße. Die Veldener Straße geht in Düren-Nord am Übergang zum Stadtteil Birkesdorf in die Zollhausstraße über.

## Angrenzende Bauten
An der Veldener Straße liegen viele denkmalgeschützte Gebäude:
- das Rokoko-Gartenhaus aus der Mitte des 18. Jahrhunderts
- die Fatih-Moschee, früheres Verwaltungsgebäude der Dürener Metallwerke
- die Dürener Metallwerke
- die ehemalige Elektrozentrale der Dürener Metallwerke sowie nicht denkmalgeschützt

- die Rückseite des StadtCenters Düren mit der Zufahrt
- der Nordpark, eine Grünanlage mit Geräten für verschiedene Freizeitaktivitäten
- die Firma Voith Paper GmbH & Co. KG, früher Maschinenfabrik Banning und Seybold, später O. Dörries AG
- ein Werkstattgebäude der Lebenshilfe

## Geschichte
Die Veldener Straße führte im Mittelalter aus dem Philippstor zur schon 1290 gegründeten Johanniter- oder Malteser-Kommende Velden hinaus, welche der Namensgeber für die Straße war. Westlich der Straße floss der Mühlenteich und östlich der Stadtbach. Beide Bäche trieben verschiedene Mühlen an. Daher rührt die ehemals industrielle Bebauung.